# Латакия (мухафаза)
Латаки́я (араб. مُحافظة اللاذقية‎) — одна из 14 мухафаз Сирии. Административный центр — город Латакия. Площадь составляет 2297 км²; население по данным на 2012 год — 1 364 985 человек.

## География
Находится в западной части страны. На северо-востоке граничит с мухафазой Идлиб, на востоке с мухафазой Хама, на юге с мухафазой Тартус, на севере — с Турцией. На западе омывается водами Средиземного моря.

## Административное деление
В административном отношении мухафаза разделена на 4 района:
1. Эль-Хаффа
2. Джабла
3. Латакия
4. Эль-Карадаха

## Города
- Латакия
- Араб-эль-Мелик
- Бсейсия
- Бустан-эль-Баша
- Дейр-Мама
- Джебла (Джебели)
- Кесаб
- Кардаха
- Мзайра
- Сленфа
- Снубар
- Хаффа
- Хеннади